# L'Autre côté de novembre
Pour plus de détails, voir Fiche technique et Distribution.
L'Autre côté de novembre est un long métrage québécois sorti en 2016, produit, écrit et réalisé par Maryanne Zéhil. Tourné au Québec et au Liban, ce drame met en vedette Arsinée Khanjian, Pascale Bussières, Marc Labrèche, Raïa Haïdar, Béatrice Moukhaiber et une brochette d’acteurs et d’actrices libanais. Le film évoque la thématique de la mémoire qui disparaît avant le temps, les choix qui transforment intégralement une destinée, et les sociétés qui peuvent façonner un être radicalement en lui donnant une vie diamétralement opposée à celle qu’il aurait pu avoir ailleurs.

## Synopsis
Au cœur du récit on retrouve l’éternelle question : Qui serions-nous aujourd’hui si, il y a quelques années, nous n’avions pas choisi le chemin que nous avons emprunté? Sûrement une autre personne dans une autre vie. Le film tente de donner deux vies à une même femme : Léa (Arsinée Khanjian), neurochirurgienne bourgeoise vivant au Québec, et Layla (Arsinée Khanjian), simple couturière dans un petit village du Liban. Deux cheminements qui mettront au premier plan deux sociétés différentes et l’influence qu’elles ont sur l’accomplissement de soi. La construction globale de L’Autre côté de novembre joue sur le temps et la fragmentation de la mémoire,.

## Fiche technique
- Titre original : L’Autre côté de novembre
- Titre anglais : The Other Side of November
- Réalisation et scénario : Maryanne Zéhil
- Production : Maryanne Zéhil
- Direction de la photographie : Pierre Mignot
- Montage : Dominique Fortin
- Musique originale : Gaëtan Gravel & Patrice Dubuc
- Musique additionnelle : Bliss, Makis Ablianitis, Bertrand Gosselin, Claude Dubois
- Costumes : Denis Sperdouklis
- Son : Harry Zafrany, Martin Pinsonneault, Bernard Gariépy Strobl
- Maquillage : Nathalie Trépannier
- Coiffure : Nathalie Dion
- Scripte : Martine Létourneau
- Société de production : Mia Productions
- Société de distribution : K-Films Amérique
- Pays de production :  Canada
- Langues originales : Français et Libanais
- Format : Couleur - numérique
- Genre : Drame
- Durée : 78 minutes

## Distribution
- Arsinée Khanjian : Léa / Layla
- Pascale Bussières : Dre Louise
- Marc Labrèche : Dr Bernard / Robert Tremblay
- Raïa Haïdar : Layla jeune
- Béatrice Moukhaiber : Samira
- David La Haye : Dr Michel
- Donald Pilon : Dr Serge Labonté
- Daniel Parent : l'infirmier
- Wafa’ Tarabay : Om Youssef
- Nada Abou Farhat : Sett Oula
- Walid Al Alaïli : le maire
- Gretta Aoun : Randa
- Raymonde Saadé Azar : Om Rabih
- Gisèle Boueiz : Najwa
- Andrée Naccouzi : Soha
- Edouard El Hashem : Youssef
- Bshara Attallah : Youssef jeune
- Mike Ayvazian : Brahim
- Majdi Machmouchi : père d’Amale

## Inspiration
C’est dans sa propre expérience que la réalisatrice Maryanne Zéhil a puisé l’inspiration de cette histoire. Ayant quitté le Liban en 1995 pour s’installer au Québec, elle constate rapidement que « lorsqu’on quitte son pays, qu’on s’installe dans un autre et qu’on s’y intègre complètement pour y refaire sa vie, il n’y a plus aucune possibilité de retour en arrière ». Elle construit un récit à partir de cette fatalité en s’appuyant sur des thèmes qui lui sont chers : le pays natal, le pays d’accueil, l’humain, la place des femmes dans les sociétés ainsi que l’acquis et l’inné. Maryanne Zéhil se sert de la perte de mémoire - celle qui est délibérée et celle qui est provoquée par la maladie - comme pierre angulaire, pour tenter de départager le libre arbitre de l’existence prédestinée, choix ou destin auquel elle dit ne plus pouvoir échapper.

## Festivals
- Festival du Nouveau Cinéma[5]
- Festival du Cinéma du Monde de Sherbrooke[6]
- Festival du film de l'Outaouais[7]